# Britannia (Personifikation)

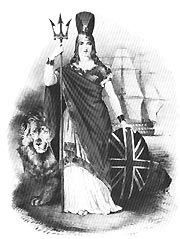
Die Britannia, Lithografie (19. Jahrhundert). Typische Darstellung als Personifikation der britischen (Union Jack, brit. Löwe) Seemacht (Tritonischer Dreizack, Handelsschiff).

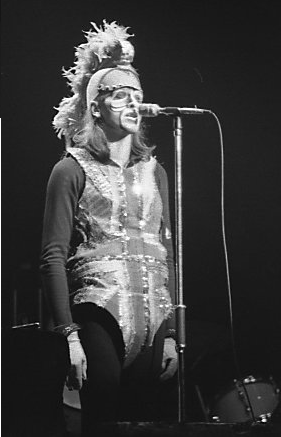
Peter Gabriel (1974)

Unter der Gestalt der Britannia versteht man die Nationalallegorie (Nationalfigur) von Großbritannien, also eine Personalisierung und Verklärung des britischen Volkes und Gebiets nach griechisch-römischem Vorbild.

## Antikes Vorbild
Die Nationalallegorie der Britannia geht auf Pallas Athene, Schutzgöttin des Stadtstaats Athen bzw. ihr römisches Gegenbild Minerva, eine der drei Schutzgottheiten Roms zurück. Beide Göttinnen stehen für Weisheit und staatliche Gemeinschaft und wurden mit dem lateinischen Begriff Genius loci beschrieben, was wörtlich übersetzt „der Geist des Ortes“ heißt. In diesem Sinne bezeichnet Genius loci die geistige Atmosphäre eines Ortes, die durch den Geist der Menschen geprägt sein soll, die sich dort aufgehalten haben oder noch befinden.
Unter dem Namen Britannia wurde von den Romano-Briten daher der weibliche Genius der römischen Provinz Britannien als Gottheit verehrt.
Will man sich ausdrücklich auf das von Römern eroberte Gebiet beziehen, so spricht man auch von Britannia Romana (Römisches Britannien), im Gegensatz zum nichtrömischen Britannien auch als Britannia Barbara (Wildes/Fremdes Britannien) bezeichnet.
In der Neuzeit wählte man oftmals – in Analogie zur Britannia falls eine entsprechende römische Gottheit fehlte – den Namen der einstigen römischen Provinz, die in antiken Zeiten im Gebiet des jeweiligen zeitgenössischen Staates bestand. Beispiele hierfür sind Austria, Germania oder Helvetia.

## Etymologie
Britannia leitet sich vom lateinischen Namen Britanni für die Bewohner der größten der (von uns heute Britische Inseln genannten) sich in der Nordsee befindlichen Inseln ab, wohingegen sich Britanni wiederum vom wesentlich älteren griechischen Prettanoí ableitet. Der älteste Bericht über die "Briten" geht auf eine Expeditionsreise des Griechen Pytheas um das Jahr 325 v. Chr. zurück. Albion, der andere antike Name für Britannien ist keltischer bzw. vorkeltischer Natur.

## Typische Darstellung

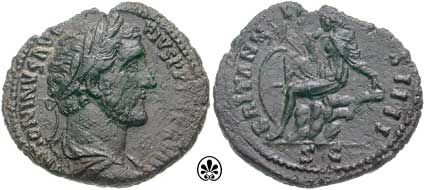
Ein-As-Münze mit dem römischen Kaiser Antoninus Pius auf der Vorderseite und der Britannia auf der Rückseite aus dem Jahr 154

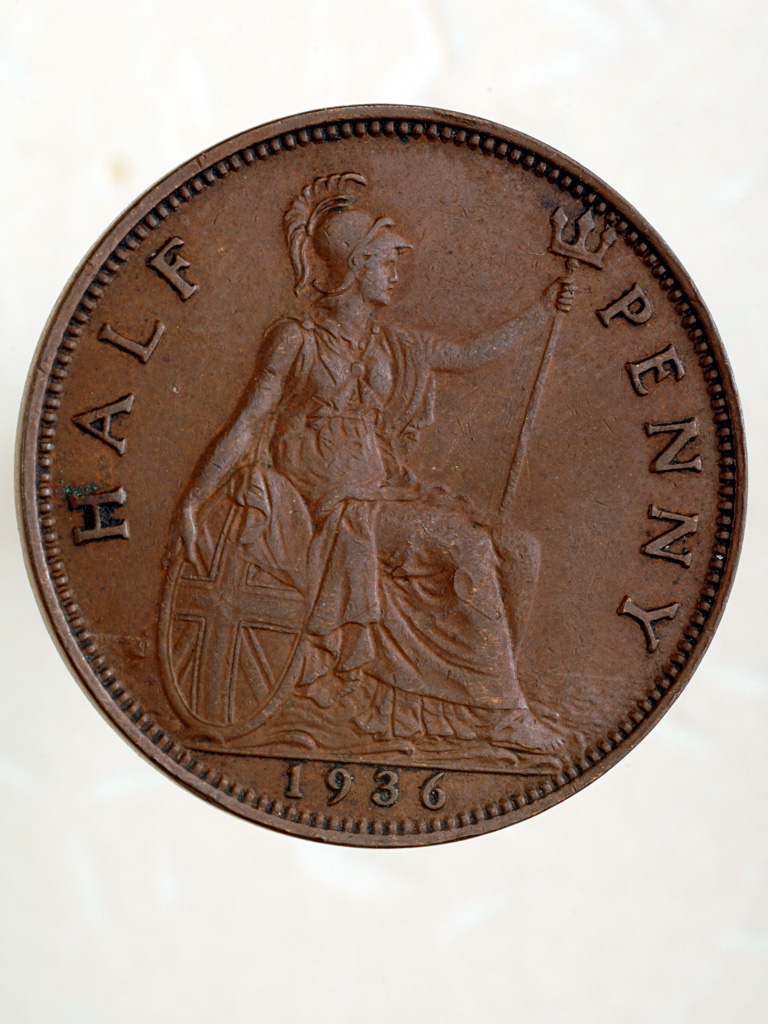
Münze von 1936; ab 1860er für ca. 100 Jahre mit wechselnden Monarchenbildern auf der Vorderseite und unveränderter Britannia auf der hier abgebildeten Rückseite

### Antike Darstellung
Nachdem der Südteil der britischen Insel im Jahre 43 durch die Römer erobert und ins Römische Reich integriert wurde, begann man den Genius loci des Landes – die Göttin Britannia – zu verehren. Münzen und andere Zeugnisse belegen, dass im 2. Jahrhundert Britannia üblicherweise als martialische Gottheit mit einem Dreizack, einem Streitschild und einem korinthischen Kampfhelm dargestellt wurde.
In den Jahrhunderten nach dem Rückzug der Römer von den Britischen Inseln kam es durch die Eroberung durch die germanischen Angeln, Sachsen und Jüten sowie der Kolonialisierung durch William the Conqueror 1066 und die damit verbundene allmähliche Christianisierung zum weitgehenden Vergessen jener brito-romanischen Gottheit Britannia.

### Darstellung in der Englischen Renaissance

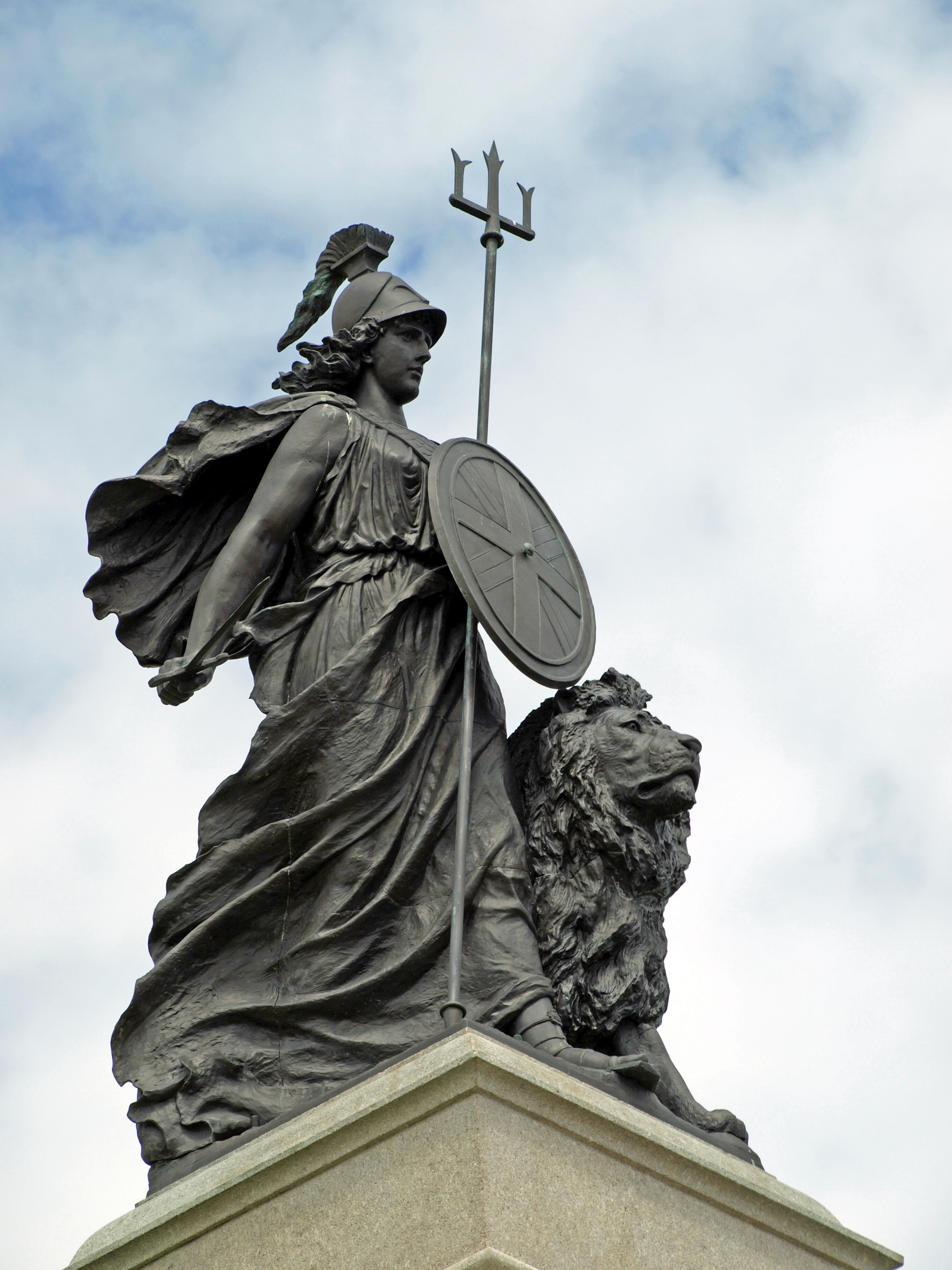
Die Britannia in Plymouth – Denkmal an die Schlacht von Hastings

Als sich Mitte des 16. Jahrhunderts eine nationale Identität gebildet und sich 1707 mit dem Act of Union ein Nationalstaat entwickelt hatte, kam es im rennaissanceschen Britannien unter Königin Victoria I – wie in anderen europäischen Staaten – zu einer Anthromorphisierung und Verklärung des eigenen Volkes und Landes nach griechisch-römischem Vorbild. Die moderne Britannia als Personifikation der britischen Seemacht trat an die Stelle der alten Schutzgöttin. Sie behielt den Korintherhelm als Ausdruck militärischer Stärke bei. Auf dem Schutzschild prangte nun der Union Jack als nationales Einheitssymbol. Charakteristisch für die britische Militärdominanz zur See hält Britannia einen tritonischen Dreizack und wurde, wenn möglich vor einem Handelsschiff, welches für die handelsseitige Seedominanz steht und einem britischen Löwen, welcher die glorreiche und mächtige (konstitutionelle) Monarchie verkörpert abgebildet.

## Namensgebung
Da Britannia britische Werte, Wertvorstellungen und Patriotismus symbolisiert diente diese oftmals als Namensgeberin:
- Britannia – von William Camden, eine topografische und historische Untersuchung der Britischen Inseln aus dem Jahr 1586
- Bristol Type 175 Britannia – ein 1952 in die Serienproduktion gegangener britisches Langstreckenflugzeug für den zivilen und militärischen Einsatz mit Turbopropantrieb
- Rule, Britannia! – ein Patriotismuslied um 1740
- HMY Britannia (Royal Cutter Yacht) – die berühmte Rennyacht des Prince of Wales und späteren König des Vereinigten Königreichs von Großbritannien und Irland Eduard VII., eingeweiht 1893, unter König George V 1936 außer Dienst gestellt
- K1 Britannia, eine Replik der Rennyacht HMY Britannia (Royal Cutter Yacht)
- Britannia – eine britische Anlagemünze in Gold und Silber.
- Britanniasilber – ein 1697 eingeführter Legierungsstandard, um das bis dahin gebräuchliche Sterlingsilber (92,5 % Silber & 7,5 % Kupfer) abzulösen. Grund der Namensgebung ist die Standardfestlegung der Legierungsmasse auf elf britische Unzenbarren plus zehn Silberpennys zu einem Edelmetallpfund, was einem Silberreinheitsgehalt von 95,83 % entspricht. Der Rest ist wie beim Sterlingsilber für gewöhnlich Kupfer.
- HMS Britannia – insgesamt acht Schiffe der britischen Royal Navy
- Britannia Royal Naval College – eine britische Marineakademie in Dartmouth
- Royal Yacht Britannia – die persönliche Yacht der Königlichen Familie der Windsors, kürzlich erst außer Dienst gestellt und im schottischen Leith ausgestellt.
- Britannia – Ein Dampfozeankreuzer von Samuel Cunard, eingeweiht 1840, als erster seiner Art weltweit
- Britannia  – insgesamt acht britische Dampfschiffe unter Ihnen die 1941 vom deutschen Handelsstörkreuzers Thor versenkte SS Britannia III[3]
- Bristol Type 603S3 Britannia – ein ab 1983 in Einzelfertigung hergestellter britischer Luxuswagen
- zahlreiche Unternehmen mit Firmenzusatz Britannia, darunter Britannia Building Society (Sponsor von und damit Logogeber von Stoke City F.C. sowie Namensgeber des Stadions Britannia Stadium), Britannia Industries oder Britannia Airways, heute Thomson Airways
- The Britannia ist außerdem ein beliebter Name britischer Lokalitäten; 2011 gab es in England 82 Pubs, Bistros, Restaurants u. ä.[4]

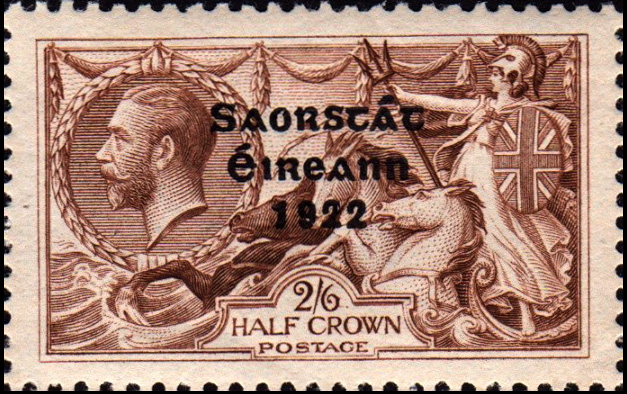
Eine der ersten Briefmarken des Freien Irischen Staates durch Überstempelung der bis zur Unabhängigkeit in Umlauf befundenen Marken

## Wasserzeichen / Briefmarke
Die Britannia ist außerdem ein, in Großbritannien, sehr beliebtes Motiv für Wasserzeichen. Von Wertpapieren (Aktien, Schecks) bis Briefpapiere ist es weit verbreitet. Gewöhnlich wird sie sitzend und zeitlos (unbestimmter Union Jack) dargestellt. Ein Beispiel hierfür ist auf dieser kommerziellen Webseite von papermoulds.typepad.com zu sehen
- papermoulds.typepad.com